# St. Georg (Brunn)

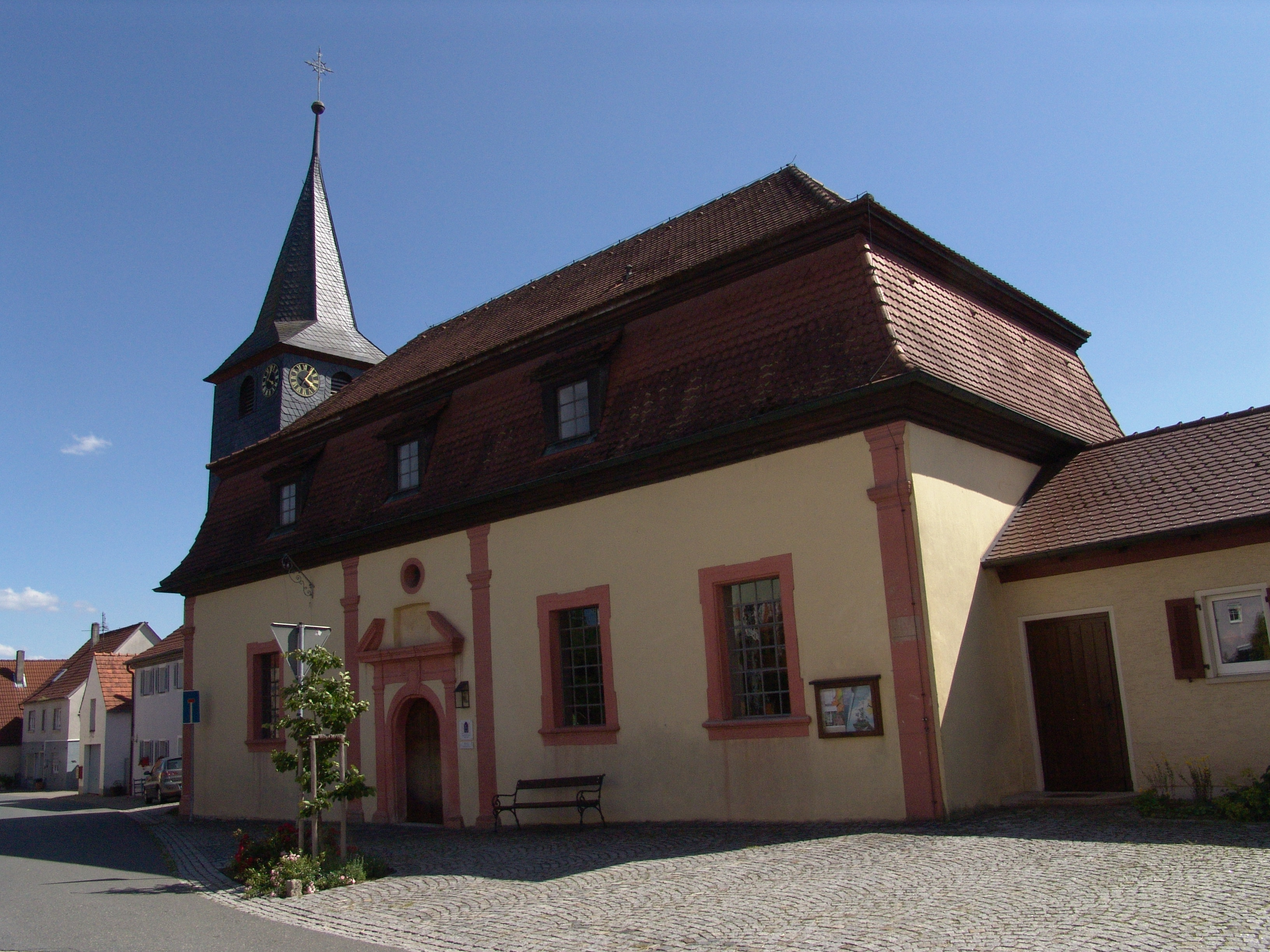
St. Georg (Brunn)

Die evangelische Pfarrkirche St. Georg ist ein denkmalgeschütztes Kirchengebäude, das im Gemeindeteil Brunn des Marktes Emskirchen im Landkreis Neustadt an der Aisch-Bad Windsheim (Mittelfranken, Bayern) steht. Das Bauwerk ist unter der Denkmalnummer D-5-75-121-32 als Baudenkmal in die Bayerische Denkmalliste eingetragen. Die Kirche gehört zur Pfarrei Brunn-Wilhelmsdorf im Evangelisch-Lutherischen Dekanat Neustadt an der Aisch im Kirchenkreis Nürnberg der Evangelisch-Lutherischen Kirche in Bayern.

## Geschichte und Architektur
Eine Kapelle ist erstmals 1158 urkundlich bezeugt, die im 15. Jahrhundert erneuert wurde. Nach ihrer Zerstörung gegen Ende des Dreißigjährigen Krieges wurde zunächst eine behelfsmäßige Kirche unter Einbeziehung von Resten des Vorgängerbaus aufgebaut, die aber bald schwere Schäden aufwies. Der notwendig gewordene Neubau wurde am 15. Oktober 1724 geweiht. Das Langhaus wurde 1733 verlängert, um eine Patronatsloge einzubauen. Außerdem wurden Emporen an zwei Seiten eingebaut. Auf dem Mansarddach des Langhauses saß zunächst ein Dachreiter, der erst 1805 durch einen Kirchturm an der Ostseite ersetzt wurde, dessen schiefergedecktes, oberste Geschoss die Turmuhr und den Glockenstuhl beherbergt und der mit einem achtseitigen, spitzen Helm bedeckt ist.

## Orgel
Die Orgel mit 16 Registern, zwei Manualen und einem Pedal wurde 1986 von Hey Orgelbau errichtet.